# Ammiragliato del Quartiere del Nord

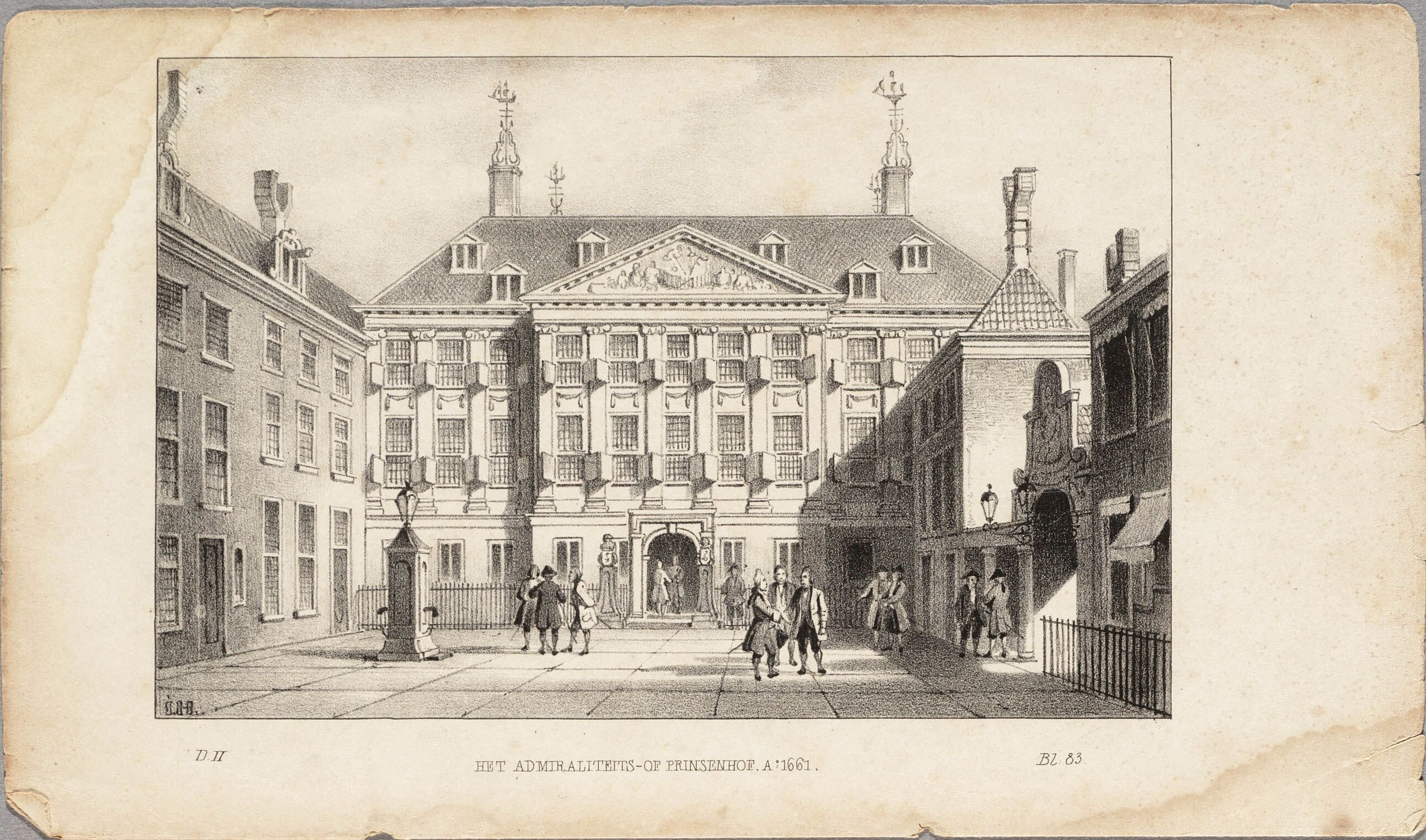
L’Ufficio dell'Ammiragliato nella Corte del Principe (Prinsenhof) a Hoorn nel 1606 (Museo della Frisia Occidentale)

L’Ammiragliato del Quartiere del Nord (in olandese Admiraliteit van het Noorderkwartier), o Ammiragliato di Vestfrisia (Admiraliteit van Westfriesland), attivo dal 6 marzo 1589, fu uno dei cinque ammiragliati olandesi al tempo delle Province Unite, i quali erano suddivisi in cinque "collegi".
Fu attivo fino a quando, il 27 febbraio 1795, durante le riforme della Repubblica di Batavia, il "Comitato per gli affari della Marina" (Comité tot de Zaken der Marine) rimpiazzò i vari collegi degli ammiragliati.